# Rio Guaju
Rio Guaju är ett vattendrag i Brasilien.   Det ligger i delstaten Paraíba, i den östra delen av landet, 1 800 km nordost om huvudstaden Brasília.
Omgivningarna runt Rio Guaju är en mosaik av jordbruksmark och naturlig växtlighet.